# Gebirgsmeise

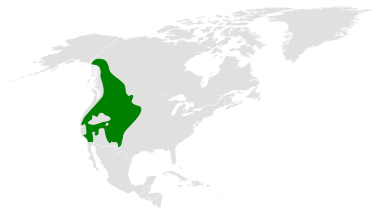
Verbreitungsgebiet der Gebirgsmeise

Die Gebirgsmeise (Poecile gambeli, früher auch Gambelmeise genannt) ist ein amerikanischer Singvogel, der nach William Gambel benannt ist.

## Merkmale
Beide Geschlechter haben eine schwarze Haube, einen weißen Überaugenstreif, einen schwarzen Hinteraugenstreif und einen schwarzen Latz. Rücken und Flanken sind grau und die Unterseite hellgrau. Der kurze Schnabel ist schwarz. Bei einer Flügelspannweite von 19 cm wird der Vogel 14 cm lang.

## Vorkommen
Die Gebirgsmeise bewohnt Bergregionen im westlichen Nordamerika vom südlichen Yukongebiet bis nach Kalifornien und Texas. In der kalten Jahreszeit weicht sie zum Teil in tiefere Regionen aus.

## Verhalten
Im Sommer und während der Brutsaison besteht die Nahrung hauptsächlich aus Insekten. Samen von Nadelbäumen und anderen Pflanzen werden das ganze Jahr hindurch gesucht.
Gambelmeisen sind in Paaren oder kleinen Gruppen anzutreffen, außerhalb der Brutsaison auch in Gruppen mit anderen Arten.

## Fortpflanzung
Der monogame Vogel nistet ein bis zweimal im Jahr. Das Weibchen bebrütet die Eier etwa 14 Tage. Die Jungvögel werden rund drei Wochen von beiden Elternvögeln gefüttert.